# Fuggiri
Fuggiri is een van de onbewoonde eilanden van het Raa-atol behorende tot de Maldiven.